# A Mr. Robot epizódjainak listája
Ez a cikk a Mr. Robot epizódjainak listáját tartalmazza.
A sorozat 2015. június 24-én indult az USA Network televíziós csatornán az Amerikai Egyesült Államokban, 4 évad után 2019-ben befejeződött. Magyarországon az Prime Videora kerültek fel a részek.

## Évadáttekintés
| Évad | Évad | Részek száma | Részek száma | Eredeti sugárzás  | Eredeti sugárzás     | Eredeti adó | Magyar sugárzás  | Magyar sugárzás  | Magyar adó  |
| Évad | Évad | Részek száma | Részek száma | Évadbemutató      | Évadzáró             | Eredeti adó | Évadbemutató     | Évadzáró         | Magyar adó  |
| ---- | ---- | ------------ | ------------ | ----------------- | -------------------- | ----------- | ---------------- | ---------------- | ----------- |
|      | 1.   | 10           | 10           | 2015. június 24.  | 2015. szeptember 2.  | USA Network |                  |                  | Prime Video |
|      | 2.   | 12           | 12           | 2016. július 13.  | 2016. szeptember 21. | USA Network |                  |                  | Prime Video |
|      | 3.   | 10           | 10           | 2017. október 11. | 2017. december 13.   | USA Network | 2018. július 19. | 2018. július 19. | Prime Video |
|      | 4.   | 13           | 13           | 2019. október 6.  | 2019. december 22.   | USA Network | 2020. január 2.  | 2020. január 2.  | Prime Video |

## Epizódok

### 1. évad (2015)
| Sor. | Év. | Cím                                                            | Rendező           | Író             | Premier             | Nézettség   |
| ---- | --- | -------------------------------------------------------------- | ----------------- | --------------- | ------------------- | ----------- |
| 1.   | 1.  | epizód1.0_heló_barátom.mov (eps1.0_hellofriend.mov)            | Niels Arden Oplev | Sam Esmail      | 2015. június 24.    | 1,75 millió |
| 2.   | 2.  | epizód1.1_3gy3s3k-3s-null4k.mpeg (eps1.1_ones-and-zer0es.mpeg) | Sam Esmail        | Sam Esmail      | 2015. július 1.     | 1,73 millió |
| 3.   | 3.  | epizód1.2_d3bug.mkv (eps1.2_d3bug.mkv)                         | Jim McKay         | Sam Esmail      | 2015. július 8.     | 1,60 millió |
| 4.   | 4.  | epizód1.3_d3m0n0k.mp4 (eps1.3_da3m0ns.mp4)                     | Nisha Ganatra     | Adam Penn       | 2015. július 15.    | 1,27 millió |
| 5.   | 5.  | epizód1.4_sebezhetőség.wmv (eps1.4_3xpl0its.wmv)               | Jim McKay         | David Iserson   | 2015. július 22.    | 1,38 millió |
| 6.   | 6.  | epizód1.5_b4t0r-ut4z0.asf (eps1.5_br4ve-trave1er.asf)          | Deborah Chow      | Kyle Bradstreet | 2015. július 29.    | 1,25 millió |
| 7.   | 7.  | epizód1.6_f0rr4s-m3gt3k1nt3s.flv (eps1.6_v1ew-s0urce.flv)      | Sam Esmail        | Kate Erickson   | 2015. augusztus 5.  | 1,15 millió |
| 8.   | 8.  | epizód1.7_wh1ter0se.m4v (eps1.7_wh1ter0se.m4v)                 | Christoph Schrewe | Randolph Leon   | 2015. augusztus 12. | 1,24 millió |
| 9.   | 9.  | epizód1.8_tükr0z3s.qt (eps1.8_m1rr0r1ng.qt)                    | Tricia Brock      | Sam Esmail      | 2015. augusztus 19. | 1,32 millió |
| 10.  | 10. | epizód1.9_null4d1k-n4p.avi (eps1.9_zer0-day.avi)               | Sam Esmail        | Sam Esmail      | 2015. szeptember 2. | 1,21 millió |

### 2. évad (2016)
| Sor. | Év. | Cím                                                        | Rendező    | Író                            | Premier              | Nézettség   |
| ---- | --- | ---------------------------------------------------------- | ---------- | ------------------------------ | -------------------- | ----------- |
| 11.  | 1.  | epizód2.0_ál4rc_nélkül-1.rész.tc (eps2.0_unm4sk-pt1.tc)    | Sam Esmail | Sam Esmail                     | 2016. július 13.     | 1,04 millió |
| 12.  | 2.  | epizód2.0_ál4rc_nélkül-2.rész.tc (eps2.0_unm4sk-pt2.tc)    | Sam Esmail | Sam Esmail                     | 2016. július 13.     | 1,04 millió |
| 13.  | 3.  | epizód2.1_k3rnel-pán1k.ksd (eps2.1_k3rnel-pan1c.ksd)       | Sam Esmail | Sam Esmail                     | 2016. július 20.     | 0,80 millió |
| 14.  | 4.  | epizód2.2_init_1.asec (eps2.2_init_1.asec)                 | Sam Esmail | Sam Esmail                     | 2016. július 27.     | 0,64 millió |
| 15.  | 5.  | epizód2.3_logikai-b0mba.hc (eps2.3_logic-b0mb.hc)          | Sam Esmail | Kyle Bradstreet                | 2016. augusztus 3.   | 0,71 millió |
| 16.  | 6.  | epizód2.4_rendszergazda.aes (eps2.4_m4ster-s1ave.aes)      | Sam Esmail | Adam Penn                      | 2016. augusztus 10.  | 0,57 millió |
| 17.  | 7.  | epizód2.5_handshake.sme (eps2.5_h4ndshake.sme)             | Sam Esmail | Sam Esmail                     | 2016. augusztus 17.  | 0,65 millió |
| 18.  | 8.  | epizód2.6_0r0k0s.p12 (eps2.6_succ3ss0r.p12)                | Sam Esmail | Courtney Looney                | 2016. augusztus 24.  | 0,74 millió |
| 19.  | 9.  | epizód2.7_init5.fve (eps2.7_init_5.fve)                    | Sam Esmail | Kyle Bradstreet & Lucy Teitler | 2016. augusztus 31.  | 0,65 millió |
| 20.  | 10. | epizód2.8_r3jtett-f0lyamat.axx (eps2.8_h1dden-pr0cess.axx) | Sam Esmail | Kor Adana & Randolph Leon      | 2016. szeptember 7.  | 0,77 millió |
| 21.  | 11. | epizód2.9_pyth0n-1.rész.p7z (eps2.9_pyth0n-pt1.p7z)        | Sam Esmail | Sam Esmail                     | 2016. szeptember 14. | 0,69 millió |
| 22.  | 12. | epizód2.9_pyth0n-2.rész.p7z (eps2.9_pyth0n-pt2.p7z)        | Sam Esmail | Sam Esmail                     | 2016. szeptember 21. | 0,89 millió |

### 3. évad (2017)
| Sor. | Év. | Cím                                                             | Rendező    | Író                               | Premier                             | Nézettség   |
| ---- | --- | --------------------------------------------------------------- | ---------- | --------------------------------- | ----------------------------------- | ----------- |
| 23.  | 1.  | epizód3.0_energiatakarékos-módban.h (eps3.0_power-saver-mode.h) | Sam Esmail | Sam Esmail                        | 2017. október 11. 2018. július 19.  | 0,68 millió |
| 24.  | 2.  | epizód3.1_visszavonás.gz (eps3.1_undo.gz)                       | Sam Esmail | Sam Esmail                        | 2017. október 18. 2018. július 19.  | 0,52 millió |
| 25.  | 3.  | epizód3.2_örökség.so (eps3.2_legacy.so)                         | Sam Esmail | Sam Esmail                        | 2017. október 25. 2018. július 19.  | 0,54 millió |
| 26.  | 4.  | epizód3.3_metaadat.par2 (eps3.3_metadata.par2)                  | Sam Esmail | Kyle Bradstreet                   | 2017. november 1. 2018. július 19.  | 0,55 millió |
| 27.  | 5.  | epizód3.4_futásidejű-pr0bléma.r00 (eps3.4_runtime-error.r00)    | Sam Esmail | Kor Adana & Randolph Leon         | 2017. november 8. 2018. július 19.  | 0,52 millió |
| 28.  | 6.  | epizód3.5_f0lyamat-lezárása.inc (eps3.5_kill-process.inc)       | Sam Esmail | Kyle Bradstreet                   | 2017. november 15. 2018. július 19. | 0,60 millió |
| 29.  | 7.  | epizód3.6_fredrick+tanya.chk (eps3.6_fredrick+tanya.chk)        | Sam Esmail | Adam Penn                         | 2017. november 22. 2018. július 19. | 0,55 millió |
| 30.  | 8.  | epizód3.7_ne-törölj-ki.ko (eps3.7_dont-delete-me.ko)            | Sam Esmail | Sam Esmail                        | 2017. november 29. 2018. július 19. | 0,44 millió |
| 31.  | 9.  | epizód3.8_3.fázis.torrent (eps3.8_stage3.torrent)               | Sam Esmail | Kyle Bradstreet & Courtney Looney | 2017. december 6. 2018. július 19.  | 0,44 millió |
| 32.  | 10. | lezárás -r (shutdown -r)                                        | Sam Esmail | Sam Esmail                        | 2017. december 13. 2018. július 19. | 0,45 millió |

### 4. évad (2019)
| Sor. | Év. | Cím                                                                        | Rendező    | Író              | Premier                            | Nézettség   |
| ---- | --- | -------------------------------------------------------------------------- | ---------- | ---------------- | ---------------------------------- | ----------- |
| 33.  | 1.  | 401 Nem engedélyezett (401 Unauthorized)                                   | Sam Esmail | Sam Esmail       | 2019. október 6. 2020. január 2.   | 0,44 millió |
| 34.  | 2.  | 402 Fizetés szükséges (402 Payment Required)                               | Sam Esmail | Kyle Bradstreet  | 2019. október 13. 2020. január 2.  | 0,34 millió |
| 35.  | 3.  | 403 Hozzáférés megtagadva (403 Forbidden)                                  | Sam Esmail | Courtney Looney  | 2019. október 20. 2020. január 2.  | 0,30 millió |
| 36.  | 4.  | 404 Nem található (404 Not Found)                                          | Sam Esmail | Kyle Bradstreet  | 2019. október 27. 2020. január 2.  | 0,35 millió |
| 37.  | 5.  | 405 Nem megengedett módszer (405 Method Not Allowed)                       | Sam Esmail | Sam Esmail       | 2019. november 3. 2020. január 2.  | 0,31 millió |
| 38.  | 6.  | 406 Nem elfogadható (406 Not Acceptable)                                   | Sam Esmail | Amelia Gray      | 2019. november 10. 2020. január 2. | 0,37 millió |
| 39.  | 7.  | 407 Proxy általi hitelesítés szükséges (407 Proxy Authentication Required) | Sam Esmail | Sam Esmail       | 2019. november 17. 2020. január 2. | 0,36 millió |
| 40.  | 8.  | 408 Kérelem időtúllépése (408 Request Timeout)                             | Sam Esmail | Robbie Pickering | 2019. november 24. 2020. január 2. | 0,38 millió |
| 41.  | 9.  | 409 Ütközés (409 Conflict)                                                 | Sam Esmail | Kyle Bradstreet  | 2019. december 1. 2020. január 2.  | 0,36 millió |
| 42.  | 10. | 410 Eltűnt (410 Gone)                                                      | Sam Esmail | Sam Esmail       | 2019. december 8. 2020. január 2.  | 0,45 millió |
| 43.  | 11. | eXit (eXit)                                                                | Sam Esmail | Sam Esmail       | 2019. december 15. 2020. január 2. | 0,44 millió |
| 44.  | 12. | kivagyokén (whoami)                                                        | Sam Esmail | Sam Esmail       | 2019. december 22. 2020. január 2. | 0,46 millió |
| 45.  | 13. | Helló, Elliot! (Hello, Elliot)                                             | Sam Esmail | Sam Esmail       | 2019. december 22. 2020. január 2. | 0,32 millió |